# نایکوئیست ۶۶۲۵
سیارک ۶۶۲۵ (به انگلیسی: 6625 Nyquist، نامگذاری:1981EX41) شش هزار و ششصد و بیست و پنجمین سیارک کشف شده‌است که در ۲ مارس ۱۹۸۱ کشف شد.
قدر مطلق سیارک برابر ۱۴.۱ است.